# یوزف یان ماتیکا
یوزف یان ماتِیکا (اسلواکی: Jozef Ján Matejka؛ زادهٔ ۱۰ مارس ۱۹۴۹) نویسنده و پزشک اهل کشور اسلواکی است. او در دوران تحصیل در دانشگاه به شعر علاقه نشان داد، اما در سال ۲۰۰۰، زمانی که به همراه خانواده اش به مالت نقل مکان کرد، در نوشتن آثار خود جدی شد، جایی که اولین کتاب خود را نوشت و سپس منتشر کرد. ماتیکا در طول دوره نگارش و انتشار کتاب‌هایش با دو نقاش اسلواکی و یک عکاس که در تصویرسازی کتاب‌هایش به او کمک کرده بودند، کار کرد.